# Ratenelle
Ratenelle – miejscowość i gmina we Francji, w regionie Burgundia-Franche-Comté, w departamencie Saona i Loara.
Według danych na rok 1990 gminę zamieszkiwało 286 osób, a gęstość zaludnienia wynosiła 36 osób/km² (wśród 2044 gmin Burgundii Ratenelle plasuje się na 627. miejscu pod względem liczby ludności, natomiast pod względem powierzchni na miejscu 1051.).